# Lycoptis americana
Lycoptis americana là một loài bọ cánh cứng trong họ Trogossitidae. Loài này được Motschoulsky miêu tả khoa học năm 1863.